# Noh Eun-Sil
Noh Eun-Sil (2 de diciembre de 1989) es una deportista surcoreana que compitió en taekwondo. Ganó una medalla de oro en los Juegos Asiáticos de 2010 en la categoría de –62 kg.

## Palmarés internacional
| Juegos Asiáticos | Juegos Asiáticos | Juegos Asiáticos | Juegos Asiáticos |
| Año              | Lugar            | Medalla          | Categoría        |
| ---------------- | ---------------- | ---------------- | ---------------- |
| 2010             | Cantón (China)   | Medalla de oro   | –62 kg           |